# HD42152
HD42152 — хімічно пекулярна зоря спектрального класу A, що має видиму зоряну величину в смузі V приблизно  8,4.
Вона  розташована на відстані близько 953,7 світлових років від Сонця.